# Lašva (rzeka)
Lašva – rzeka w Bośni i Hercegowinie, lewy dopływ Bośni. Jej długość wynosi 49,4 km.

## Opis
Powierzchnia jej dorzecza wynosi 949,7 km². Przepływa przez Travnik. Do Bośni wpada w pobliżu wsi Lašva.